# Шарпівське городище

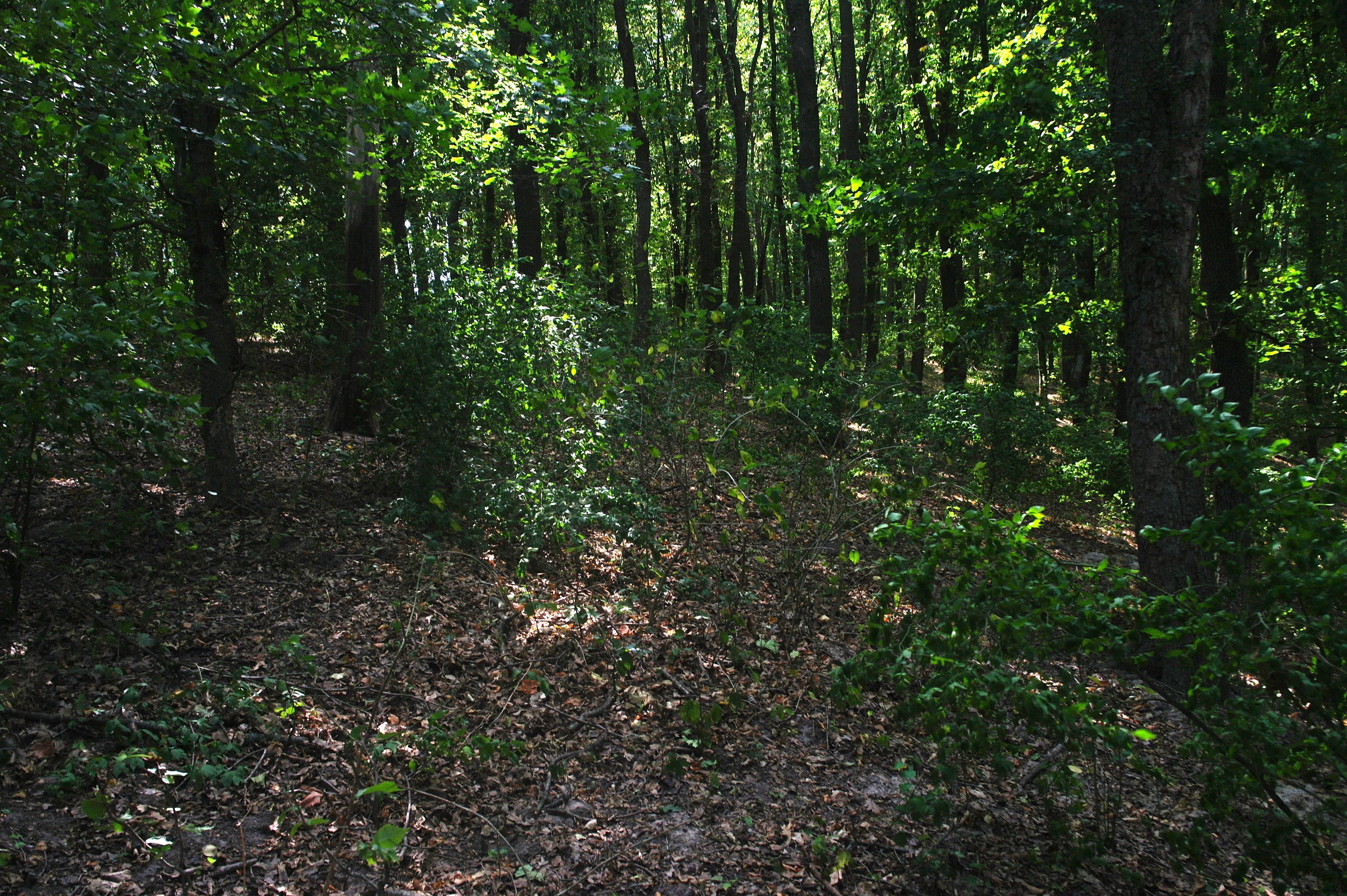
Сучасний вигляд Шарпівського городища

Шарпівське городище — скіфське городище 6—4 століття до н.е. в урочищі Шарпівка поблизу с. Пастирське Черкаського району Черкаської області.

## Опис
Досліджувалось у 1938—1940 і 1945—1947. Городище було укріплене валом і ровом. При розкопах відкрито залишки наземних дерев'яних жител з обмазаними глиною стінами; печі для витопу заліза, уламки місцевого ліпного й імпортованого грецького посуду, знаряддя праці, бронзові наконечники стріл, прикраси, антропоморфні й зооморфні статуетки, кістки свійських і диких тварин. На городищі жило осіле населення, зайняте хліборобством, скотарством, мисливством і ремеслом. Шарпівське городище мало торгові зв'язки з античними містами Північного Причорномор'я.